# William H. Hatch

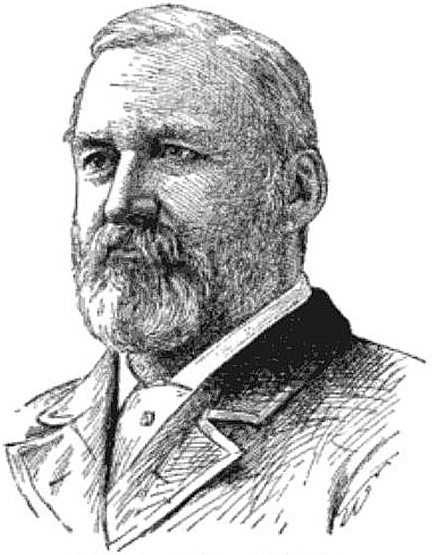
William H. Hatch

William Henry Hatch (* 11. September 1833 bei Georgetown, Kentucky; † 23. Dezember 1896 bei Hannibal, Missouri) war ein US-amerikanischer Politiker. Zwischen 1879 und 1895 vertrat er den Bundesstaat Missouri im US-Repräsentantenhaus.

## Werdegang
William Hatch besuchte die öffentlichen Schulen in Lexington. Nach einem anschließenden Jurastudium und seiner 1854 erfolgten Zulassung als Rechtsanwalt begann er in diesem Beruf zu arbeiten. In den Jahren 1858 und 1860 war er auch als Staatsanwalt tätig. Während des Bürgerkrieges diente Hatch im Heer der Konföderation. Dabei war er zunächst Stabsoffizier im Rang eines Hauptmanns. Danach gehörte er der Militärbehörde an, die den Austausch von Kriegsgefangenen aushandelte. Nach dem Krieg setzte er seine juristische Tätigkeit fort.
Politisch war Hatch Mitglied der Demokratischen Partei. Bei den Kongresswahlen des Jahres 1878 wurde er im zwölften Wahlbezirk von Missouri in das US-Repräsentantenhaus in Washington, D.C. gewählt, wo er am 4. März 1879 die Nachfolge von John Montgomery Glover antrat. Nach sieben Wiederwahlen konnte er bis zum 3. März 1895 acht Legislaturperioden im Kongress absolvieren. Seit 1883 vertrat er dort als Nachfolger von Martin L. Clardy den ersten Distrikt seines Staates. Während seiner Zeit als Kongressabgeordneter war Hatch mehrfach Vorsitzender des Landwirtschaftsausschusses. Im Jahr 1894 unterlag er dem Republikaner Charles Nelson Clark.
Nach seinem Ausscheiden aus dem US-Repräsentantenhaus wurde William Hatch in der Landwirtschaft tätig. Er starb am 23. Dezember 1896 in der Nähe der Stadt Hannibal, wo er auch beigesetzt wurde.